# Écologie culturelle
L'écologie culturelle (cultural ecology) est, en anthropologie, une théorie qui étudie les relations entre les sociétés humaines et leur environnement afin de découvrir dans quelle mesure les comportements et les modes de vie des hommes sont modelés par leur milieu. Cette approche, élaborée dans les années 1950 et 1960 par l'anthropologue américain Julian Steward, donnera naissance à des courants de pensée tels que l'anthropologie écologique, née dans les années 1970, ou le matérialisme culturel mais elle inspirera aussi de nombreux archéologues, notamment les partisans de la « Nouvelle Archéologie ».

## Théorie
L'écologie culturelle est avant tout une thèse déterministe qui prétend que l'environnement conditionne l'organisation et le fonctionnement des sociétés, pour reprendre les mots de Steward « l'écologie culturelle est l'étude des processus par lesquels une société s'adapte à son environnement ». Cette affirmation du déterminisme environnemental contraste d'ailleurs avec la tradition anthropologique du début du XXe siècle qui rejetait massivement ce type d'explication. Dans le même ordre d'idées, l'écologie culturelle rompt avec l'idée d'une évolution unilinéaire de l'humanité selon laquelle toutes les sociétés, aussi diverses soient-elles, suivraient un même chemin vers la « civilisation ». Effectivement, Steward réfute cette théorie et lui préfère l'idée de sociétés différentes parce qu'implantées dans des environnements différents, reniant de fait la croyance en une humanité unique à des stades plus ou moins avancés. Par exemple, il insiste sur le fait qu'il serait absurde de comprendre les sociétés forestières comme précédant l'émergence d'une société agropastorale forcément plus évoluée. Toutefois, il ne se départ pas pour autant d'une volonté de comparer les sociétés, qui se seraient adaptées à leur environnement sous des pressions diverses. Steward a d'ailleurs élaboré une méthode destinée à étudier et à définir ces pressions et leurs influences sur les Hommes et leurs comportements. C'est ainsi qu'il analyse ce qu'il appelle les « noyaux culturels » (cultural core) que l'on peut définir comme étant un « assemblage de techniques, de comportements et d'institutions liés à l'exploitation des ressources naturelles ». Ce sont tous ces processus, en relation direct avec le milieu, qui forment la structure des sociétés avec des activités concrètes comme la division du travail ou la répartition des logements. En recensant les similarités entre les « noyaux culturels » de sociétés, apparemment dissemblables, Steward a pu établir une typologie justifiant sa conception d'une évolution multilinéaire, où les groupes humains suivent leur propre voie. Plus largement, il a essayé de faire la part des choses entre les comportements induits par l’environnement, les comportements dus à l'exploitation d'un milieu selon des procédés bien précis et enfin l'influence de ces comportements sur d'autre pans de la culture. Philippe Descola souligne cependant que l'écologie culturelle et les travaux de Steward laissent de côté de nombreux domaines caractéristiques, entre autres la mythologie ou l'esthétique, qui sont absolument déconnectés des impératifs environnementaux guidant pourtant la réflexion de l'anthropologue américain. Ce dernier préfère expliquer ces phénomènes en invoquant une singularité locale ou, à l'inverse, des emprunts à d'autres cultures. Cette distinction, qui peut paraître paradoxale, a été complètement revue par les continuateurs de l'écologie culturelle.

## Influences et postérité
Conçue à l'origine par Julian Steward, l'écologie culturelle a été appropriée et retravaillée par de nombreux scientifiques. C'est ainsi que dans les années 1970, des chercheurs ont intégré à la réflexion de Steward des préoccupations d'ordre économique puis d'ordre politique ou spirituel afin de mieux saisir les transformations des paysages au cours du temps. Ce revirement théorique, qui a complètement modifié l'écologie culturelle telle qu'elle était conçue par Steward, s'est transformée en un véritable courant de pensée : l'anthropologie écologique. Pareillement, l'anthropologue américain Marvin Harris va lui aussi repenser l'écologie culturelle en expliquant que les croyances, les coutumes, et plus généralement les domaines de la culture dans lesquels Steward niait l'impact environnemental, sont liés et, bel et bien, régis par l'environnement : c'est le matérialisme culturel. En somme pour Harris et ses partisans, les sacrifices rituels aztèques ou encore l'interdit du porc au Moyen-Orient ne sont que des réactions d'adaptation à un contexte bien précis. Ainsi, il justifie la sacralité de la vache dans le sous-continent indien en expliquant que cette dernière est plus utile vivante, grâce à son lait ou à sa bouse (qui peut servir de fertilisant), que morte pour donner de la viande. L'approche particulièrement radicale de Harris a été très critiquée notamment par Claude Levi-Strauss qui a débattu avec l'anthropologue américain. Mais la théorie de Steward a aussi été reprise par un certain nombre d'archéologues qui ont intégré l'écologie culturelle dans la réflexion plus large qu'est l'archéologie processuelle afin d'expliquer que le fonctionnement des sociétés anciennes répondait aux changements environnementaux. Toutefois, avec le développement des méthodes scientifiques de l'archéologie et l'étude de plus en plus approfondie du paléoclimat, les présupposés de l'écologie culturelle ont pu être mis à l'épreuve et vérifiés, rendant la théorie de Steward superflue.  
En somme, l'écologie culturelle a servi de base et d'inspiration à de nombreuses théories et courants de pensée, que ce soit l'anthropologie écologique, le matérialisme culturel ou l'archéologie processuelle, mais ce paradigme a aussi été critiqué et dépassé par l'émergence de nouvelles techniques.

## Principales publications
- Julian Steward
  - (en) Theory of Culture Change : The Methodology of Multilinear Evolution, Urbana, University of Illinois Press, 1955, 256 p.
  - (en) « Cultural Ecology », International Encyclopedia of the Social Sciences, New York, vol. 4,‎ 1968, p. 337-344
- (en) Roy A. Rappaport, Pigs for the Ancestors : Ritual in the Ecology of a New-Guinea people, New Haven, Yale University Press, 1967
- (fr) Marvin Harris, Cannibales et Monarques : Essai sur l'origine des cultures, Paris, Flammarion, 1979